# Washoe megye
Washoe megye az Amerikai Egyesült Államokban, azon belül Nevada államban található. Megyeszékhelye Reno, mely egyben a legnagyobb városa is. Lakosainak száma 486 492 fő (2020. április 1.). Washoe megye Lake, Harney, Humboldt, Pershing, Churchill, Lyon, Storey, Carson City, Placer, Nevada, Sierra, Lassen és Modoc megyékkel határos.

## Népesség
A megye népességének változása:
| Lakosok száma | 422 029 | 424 912 | 429 079 | 433 731 | 446 903 | 486 492 |
|               | 2010    | 2011    | 2012    | 2013    | 2015    | 2020    |

## Közlekedés

### Autópályák
- Interstate 11 (Future)
- Interstate 80
- Interstate 80 Business (Verdi)
- Interstate 80 Business (Reno–Sparks)
- Interstate 80 Business (Wadsworth–Fernley)
- Interstate 580
- U.S. Route 395
- U.S. Route 395 Alternate
- U.S. Route 395 Business (Reno)
- State Route 28
- State Route 341
- State Route 425
- State Route 426
- State Route 427
- State Route 430
- State Route 431
- State Route 439
- State Route 443
- State Route 445
- State Route 446
- State Route 447
- State Route 647
- State Route 648
- State Route 653
- State Route 655
- State Route 659
- State Route 667
- State Route 668
- State Route 671
- State Route 673
- State Route 877
- State Route 878
- State Route 880